# Bogusław Dybaś
Bogusław Stanisław Dybaś (ur. 22 września 1958 w Warszawie) – polski historyk specjalizujący się w historii nowożytnej Polski.

## Życiorys
Ukończył I Liceum Ogólnokształcące w Toruniu. Laureat II Olimpiady Historycznej w 1976/1977 roku. W 1977 roku rozpoczął studia historyczne na Uniwersytecie Mikołaja Kopernika. Ukończył je w 1981 roku, stopień doktora nauk humanistycznych uzyskał w 1987 roku. Tematem jego pracy doktorskiej, wykonywanej pod opieką Jacka Staszewskiego, był Sejm pacyfikacyjny w 1699.
Stopień doktora habilitowanego nauk humanistycznych w zakresie historii (o specjalności historia nowożytna) uzyskał na UMK w 1998 roku na podstawie rozprawy Fortece Rzeczypospolitej: studium z dziejów budowy fortyfikacji stałych w państwie polsko-litewskim w XVII wieku. Stopień profesora nauk humanistycznych otrzymał w 2009 roku.
Od 2007 do 2019 roku był dyrektorem Stacji Naukowej PAN w Wiedniu. Od 2020 członek Komitetu Nauk Historycznych PAN. W tym samym roku otrzymał też austriacki Krzyż Oficerski Odznaki za Naukę i Sztukę.
Z żoną Elżbietą, z domu Kwiatkowską, również historyczką, ma dwie córki: Magdalenę i Małgorzatę.

## Wybrane publikacje
- Miscellanea źródłowe do historii kultury i sztuki Torunia (1989, współautor, ISBN 83-04-02643-0)
- Toruńska przeprawa i mosty na Wiśle (1989, wspólnie z Kazimierzem Walczakiem)
- Toruń: mini-guide en français (1998, przewodnik po Toruniu z ilustracjami Stanisława Klimka, ISBN 83-86642-34-3)
- Księga cechowa złotników krakowskich 1462-1566 (2000, opracowanie wspólnie z Januszem Tandeckim, ISBN 83-85938-42-7)
- Na obrzeżach Rzeczypospolitej: sejmik piltyński w latach 1617-1717 (z dziejów instytucji stanowej) (2004, ISBN 83-231-1793-4)